# André Sirocks
André Sirocks (* 18. September 1966 in Ost-Berlin) ist ein ehemaliger deutscher Fußballspieler. In der höchsten Spielklasse des DDR-Fußballs, der Oberliga, spielte er für den 1. FC Union Berlin.

## Sportliche Laufbahn

### Gemeinschafts-, Club- und Vereinsstationen

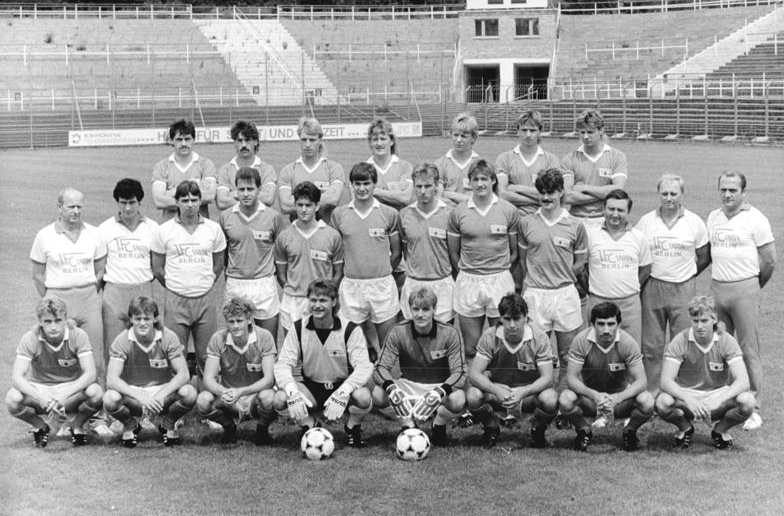
André Sirocks (vordere Reihe, Erster von links) im Team des 1. FC Union Berlin (1988)

Der Mittelfeldspieler begann seine Laufbahn im Fußball im Jahr 1973 bei der SG Sportfreunde Johannisthal. 1979 wechselte er in die Jugendabteilung des 1. FC Union Berlin, bei dem er ab 1985 in der DDR-Oberliga spielte. Sein erstes Oberligaspiel bestritt er am 6. September 1985 gegen die BSG Sachsenring Zwickau (1:1). Bis zur Zusammenführung von ost- und westdeutschem Fußball nach Mauerfall und Wiedervereinigung hatte er 60 Oberligaspiele mit acht Treffern und 53 Partien mit zwölf Toren in der zweitklassigen Liga für die Eisernen bestritten.
Am 27. Januar 1990 spielte er beim sogenannten Vereinigungsspiel für Union im Berliner Olympiastadion vor 50.000 Zuschauern gegen Hertha BSC und schoss ein Tor.
Von 1991 bis 1993 spielte er beim damaligen Zweitligisten Hannover 96. 1992 wurde er mit der Elf aus Niedersachsen DFB-Pokalsieger. 1993 plante er eine Rückkehr zum 1. FC Union Berlin, doch aufgrund des Lizenzentzuges der Köpenicker für die 2. Bundesliga wechselte er zu den Stuttgarter Kickers. Bei den Stuttgarter Kickers spielte er 1993/94 und 1996 bis 1998 in Liga 2 sowie dazwischen in der damals drittklassigen Regionalliga. 1998 beendete er seine Karriere und konnte dabei nach der Wende 71 Partien in der 2. Bundesliga mit acht Toren und 52 Begegnungen mit vier Treffern in der Regionalliga Süd.

### Auswahleinsätze
André Sirocks spielte für mehrere Auswahlmannschaften des DFV repräsentativ. Dazu zählten die U-16, die U-18 und die U-21 sowie die Olympiavertretung.

## Berufliche Laufbahn
Sirocks ist heute als Finanz- und Versicherungsberater tätig.